# Zespół przyrodniczo-krajobrazowy „Skalna”
Skalna – zespół przyrodniczo-krajobrazowy o powierzchni 33 ha, położony na terenie gminy Sobótka w województwie dolnośląskim, w północnej części Ślężańskiego Parku Krajobrazowego.
Zespół został zatwierdzony 5 lutego 1994 rozporządzeniem wojewody wrocławskiego. Chroni on grupę skał na południowo-zachodnim zboczu góry Ślęży. Jego główną wartością są walory geologiczne, przyrodnicze i krajobrazowe. Teren zespołu objęty jest ochroną międzynarodową poprzez znajdujący się na tym terenie specjalny obszar ochrony siedlisk sieci Natura 2000 o nazwie Masyw Ślęży.